# Володимир Львович
Володимир Львович — легендарний, відомий лише з литовсько-білоруських літописів XVI ст. (т. з. широкої редакції) та польських хронік  волинський князь (в оригіналі князь володимирський). Не згадується у жодному джерелі XIV ст., на думку більшості сучасних науковців князя з таким іменем не існувало.

## Життєпис
Син Лева II Юрійовича від шлюбу з Ольгою Романівною, дочкою брянського князя Романа Глібовича. Успіхи Гедиміна у поході проти південноруських князівств (битва на річці Ірпінь), загроза війни та захоплення території держави примусила боярство запросити на Волинсько-Галицький престол замість Володимира його двоюрідного брата (племінника Лева ІІ Юрійовича та Андрія Юрійовича, сина їх рідної сестри — Марії Юріївни) мазовецького князя Болеслава Тройденовича з польського королівського роду П'ястів. Загинув 1340 року захищаючи Львів. На Володимирі перервалася чоловіча лінія руської династії Романовичів.